# Gobiopterus lacustris
Gobiopterus lacustris es una especie de peces de la familia de los Gobiidae en el orden de los Perciformes.

## Morfología
- Los machos pueden llegar a alcanzar los  cm de longitud total.
- Las  hembras son más grandes que los machos.[1][2][3]

## Hábitat
Es un pez de Agua dulce, de clima tropical y demersal.

## Distribución geográfica
Se encuentran en Asia: Luzón (Filipinas ).

## Observaciones
Es inofensivo para los humanos.